# Garcinia lanceola
Garcinia lanceola är en tvåhjärtbladig växtart som beskrevs av Henry Nicholas Ridley. Garcinia lanceola ingår i släktet Garcinia och familjen Clusiaceae. Inga underarter finns listade i Catalogue of Life.